# Ferienheim Bergkristall: So ein Theater
So ein Theater ist der fünfte Schwank der Reihe Ferienheim Bergkristall aus dem Jahr  1987. Er wurde am 31. Dezember 1987 zum ersten Mal im Ersten Programm des Fernsehens der DDR ausgestrahlt.

## Handlung
Heimleiter Helmut Oberpichler hat für den Silvesterabend einen Hausball mit Margot Ebert als Stargast organisiert. Dazu hat er den Chefarchitekten aus Berlin eingeladen, der im kommenden Jahr die Umgestaltung des Ferienheimes vornehmen soll. Im Unterschied zu den Vorjahren will der Heimleiter diesmal ein Programm ohne Remmidemmi, sondern mit Niveau organisieren und verzichtet auf die Unterstützung von Alois Wachtel. Als der Berliner Architekt nicht kommen kann, sagt Oberpichler den Hausball kurzerhand ab. Die Heimgäste organisieren daraufhin ohne Beteiligung des Heimleiters unter Anleitung von Margot Ebert eine eigene Silvesterveranstaltung in Form eines Varieté-Theaters.